# Extorsión

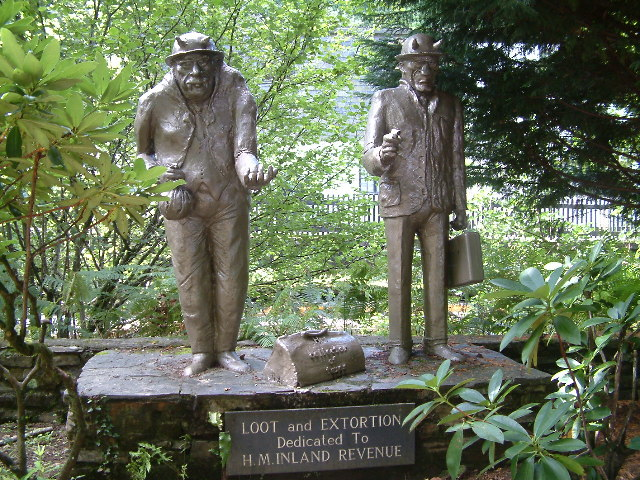
Saqueo y extorsión. Estatuas en Trago Mills, una cadena de grandes almacenes en el sur de Inglaterra, haciendo burla hacia la hacienda pública.

La extorsión es un delito que consiste en obligar a una persona, a través de la utilización de violencia, coacción o intimidación, a realizar u omitir un acto o negocio jurídico con ánimo de lucro y con la intención de producir un perjuicio de carácter patrimonial o bien del sujeto pasivo y bien normalizado.
En la mayoría de las jurisdicciones es probable que constituya un delito penal; la mayor parte de este artículo trata de tales casos. El robo es la forma más simple y común de extorsión, aunque hacer amenazas infundadas para obtener una ventaja comercial injusta también es una forma de extorsión.
La extorsión a veces se denomina "chantaje de protección" porque los extorsionadores a menudo formulan sus demandas como el pago de "protección" frente a amenazas (reales o hipotéticas) de otras partes no especificadas; aunque a menudo, y casi siempre, dicha "protección" es simplemente la abstención de daño por parte de la misma parte, y así está implícito en la oferta de "protección". La extorsión es una práctica habitual del crimen organizado. En algunas jurisdicciones, la obtención real del beneficio no es necesaria para cometer el delito, y hacer una amenaza de violencia que se refiere a la exigencia de un pago de dinero o bienes para detener la violencia futura es suficiente para cometer el delito.  La exacción se refiere no sólo a la extorsión o a la exigencia y obtención de algo por la fuerza, pero además, en su definición formal, significa la imposición de algo como dolor y sufrimiento o hacer que alguien soporte algo desagradable. 
El término extorsión se utiliza a veces metafóricamente para referirse a la usura o a un aumento injustificado de precios, aunque ninguna de ellas se considera legalmente extorsión. También se utiliza a menudo para referirse a situaciones cotidianas en las que una persona se siente en deuda contra su voluntad con otra para recibir un servicio esencial o evitar consecuencias legales. Ni la extorsión ni el chantaje requieren la amenaza de un acto delictivo, como la violencia, sino simplemente una amenaza utilizada para obtener acciones, dinero o bienes del objeto de la extorsión. Tales amenazas incluyen la presentación de informes (verdaderos o no) de comportamiento criminal a la policía, la revelación de hechos perjudiciales (como fotos del objeto de la extorsión en una posición comprometedora), etc.
En derecho, extorsión puede referirse a la corrupción política, como el vender el cargo o el tráfico de influencias, pero en el vocabulario general la palabra suele evocar primero el chantaje o los chantajes de protección. La conexión lógica entre el sentido de corrupción de la palabra y los otros sentidos es que exigir sobornos en la capacidad oficial de uno es chantaje o chantaje en esencia (es decir, "usted necesita acceso a este recurso, el gobierno restringe el acceso a través de mi oficina, y le cobraré injusta e ilegalmente por dicho acceso").  La extorsión también se conoce como shakedown, y ocasionalmente exacción.

## Modus operandi
En una extorsión telefónica, el extorsionador suele llamar a un número fijo y pedirle a la víctima un número telefónico móvil; ordena no interrumpir la comunicación, bajo la amenaza de que su familia o propiedad será objeto de daño. Las características de la extorsión son las siguientes:
- El origen de la llamada es un número privado o desconocido.
- Existe demasiado diálogo en las llamadas, en las que el sujeto da detalles acerca de su supuesta identidad criminal.
- El extorsionador simula que tiene a una víctima con él.
- El delincuente exige un pago inicial y luego aceptará los recursos que la víctima tenga a la mano.

## Naturaleza jurídica
Es una figura que se encuentra entre los delitos de apoderamiento, ya que hay ánimo de lucro; los delitos de estafa, porque requiere una actuación por parte del sujeto pasivo consistente en la realización u omisión de un acto o negocio jurídico; y el delito de amenazas condicionales, porque el sujeto activo coacciona al pasivo para la realización del negocio jurídico.
Este delito tiene una ubicación independiente, por lo cual, aunque guarde relación, es una figura distinta con sus propias características. Además, es un delito pluriofensivo, ya que no se ataca solo a un bien jurídico, sino a más de uno: propiedad, integridad física y libertad.
En cuanto al momento de la consumación, no se puede esperar a que tenga efectos, porque en el ámbito civil ese acto nunca los tendría. Se puede dar tentativa cuando ese acto de violencia no alcanza su objetivo, siendo una tentativa inacabada...
A continuación se menciona la tipificación.

### Elementos objetivos del tipo
Los elementos de la parte objetiva del tipo son los siguientes:
- Uso de la violencia o intimidación: son los medios típicos por los cuales se puede realizar la conducta. Solo si recae sobre objetos se podría hablar de un medio de intimidación.
- Que se obligue al sujeto pasivo a actuar de una manera no querida por él: el sujeto pasivo no realizaría la acción si no fuera por esa violencia o intimidación.
- Consumación: cuando el sujeto pasivo realice la acción. No se requiere que se tenga disposición patrimonial efectiva; poniéndose la nota no en la lesión patrimonial sino la de la libertad.
- Realización u omisión de un acto o negocio jurídico: debe ser un negocio de carácter patrimonial, pudiendo ser tanto de bienes muebles como inmuebles y derechos.
- Concurso: El inciso final del Artículo 243 "sin perjuicio de las que pudieran imponerse por los actos de violencia física realizados", posibilita el concurso con otros delitos, como las lesiones, la detención ilegal, las agresiones sexuales, etc.

### Elementos subjetivos del tipo
En el aspecto subjetivo, la extorsión requiere de la existencia de ánimo de lucro por parte del sujeto activo. Este es más extenso que en el delito de hurto o robo, porque no solo será la ventaja patrimonial sino que, además, debe esta derivarse de la lesión a la libertad del sujeto pasivo. La ventaja patrimonial se puede exigir para una tercera persona, aunque esta no tenga ningún conocimiento. Además puede afectar bien, al patrimonio del sujeto pasivo, o bien al de un tercero.[cita requerida]

## Regulación por países

### Ecuador
El Código Orgánico Integral Penal (COIP) en su artículo 185, dice:
“Art. 185.- Extorsión.- La persona que, con el propósito de obtener provecho personal o para un tercero, obligue a otro, con violencia o intimidación, a realizar u omitir un acto o negocio jurídico en perjuicio de su patrimonio o el de un tercero, será sancionada con pena privativa de libertad de tres a cinco años.
La sanción será de cinco a siete años si se verifican alguna de las siguientes circunstancias:
1. Si la víctima es una persona menor a dieciocho años, mayor a sesenta y cinco años, mujer embarazada o persona con discapacidad, o una persona que padezca enfermedades que comprometan su vida.
2. Si se ejecuta con la intervención de una persona con quien la víctima mantenga relación laboral, comercio u otra similar o con una persona de confianza o pariente dentro del cuarto grado de consanguinidad y segundo de afinidad.
3. Si el constreñimiento se ejecuta con amenaza de muerte, lesión, secuestro o acto del cual pueda derivarse calamidad, infortunio o peligro común.
4. Si se comete total o parcialmente desde un lugar de privación de libertad.
5. Si se comete total o parcialmente desde el extranjero.”

### España
El Art. 243 del Código Penal español dice que “El que, con ánimo de lucro, obligare a otro, con violencia o intimidación, a realizar u omitir un acto o negocio jurídico en perjuicio de su patrimonio o del de un tercero, será castigado con la pena de prisión de uno a cinco años, sin perjuicio de las que pudieran imponerse por los actos de violencia física realizados”.

### Estados Unidos
La extorsión se distingue del robo. En el robo, ya sea a mano armada o no, el delincuente toma la propiedad de la víctima mediante el uso inmediato de la fuerza o el temor de que se use la fuerza de inmediato. La extorsión, que no se limita a la toma de la propiedad, implica la instigación verbal o escrita del temor de que algo le sucederá a la víctima si no cumple la voluntad del extorsionador. Otra distinción clave es que la extorsión siempre implica una amenaza verbal o escrita, mientras que el robo puede no implicarla. En la ley federal de los Estados Unidos, la extorsión puede cometerse con o sin el uso de la fuerza y con o sin el uso de un arma. La violación de muchas leyes estatales sobre extorsión constituye una "actividad de crimen organizado" según la Sección 1961 de la Ley federal sobre organizaciones corruptas e influenciadas por el crimen organizado, 18 USC (Racketeering Influenced and Corrupt Organizations Act, 18 USC).
En el chantaje, que siempre implica extorsión, el extorsionador amenaza con revelar información sobre una víctima o sus familiares que puede ser embarazosa, socialmente dañina o incriminatoria a menos que se cumpla una demanda de dinero, propiedad o servicios.
En los Estados Unidos, la extorsión también puede cometerse como un delito federal a través de un sistema informático, teléfono, por correo o mediante el uso de cualquier instrumento de comercio interestatal. La extorsión requiere que la persona envíe el mensaje voluntariamente y a sabiendas como elementos del delito. El mensaje solo tiene que enviarse (pero no tiene que llegar al destinatario previsto) para cometer el delito de extorsión.

### Francia
Según el derecho penal francés, la extorsión es un delito tipificado en el artículo 312-1 del Código Penal francés. Se trata de “el acto de obtener mediante violencia, amenaza de violencia o coacción una firma, un compromiso, una renuncia, la revelación de un secreto o la entrega de fondos, valores o cualquier propiedad”.
La extorsión es un delito: para que una persona sea condenada por extorsión es necesario demostrar la presencia de un elemento material además de un elemento moral.
El elemento material, que son todos los hechos que deben reunir para caracterizar el delito, se desglosa en la entrega o compromiso y los medios utilizados.
La entrega consta de uno de los elementos mencionados en el artículo 312-1: un compromiso, una firma (el delito se constituye incluso si la firma así obtenida adolece de nulidad), la revelación de un secreto, o la entrega de cualquier bien, fondos o valores (incluso como préstamo).
El medio utilizado para obtener este elemento debe ser la violencia, la amenaza de violencia o la coacción. La jurisprudencia ha podido precisar que la obligación, que sólo puede ser moral, “debe valorarse teniendo en cuenta, en particular, la edad y la condición física o intelectual de la persona a la que se ejerce” - el Tribunal de Justicia, por ejemplo , Appel de Lyon logró, el 28 de julio de 1997, declarar culpables de extorsión a los miembros de la Iglesia de la Cienciología que habían abordado en su domicilio a una joven que criaba sola a un niño y padecía una enfermedad nerviosa por la que había interrumpido su tratamiento.
El elemento moral de la extorsión lo constituye “la conciencia de obtener por la fuerza, la violencia o la coerción lo que no podría haberse obtenido mediante un acuerdo libremente consentido”, deduciéndose este estado de ánimo del autor del delito ya sea de su confesión o de su de las circunstancias fácticas.
La extorsión se castiga en Francia con siete años de prisión y una multa de 100.000 euros.
En determinadas circunstancias, la extorsión puede convertirse en delito y castigarse con una pena máxima de cadena perpetua y una multa de 150.000 euros “cuando vaya precedida, acompañada o seguida de violencia con resultado de muerte, de tortura o de actos de barbarie” (artículo 312-7 del Código Penal francés).
El futbolista Karim Benzema fue investigado por este delito en octubre de 2015, 

### Guatemala
El Código Penal guatemalteco define la extorsión como:

Quien, para procurar un lucro injusto o para defraudarlo obligare a otro, con violencia, a firmar, suscribir, otorgar, destruir o entregar algún documento, a contraer una obligación o a condonarla o a renunciar a algún derecho, será sancionado con prisión de uno a seis años
Código Penal Guatemalteco, Capítulo VI, Artículo 261

### México
El artículo 390 del Código Penal Federal mexicano menciona:

Al que sin derecho obligue a otro a dar, hacer, dejar de hacer o tolerar algo, obteniendo un lucro para sí o para otro o causando a alguien un perjuicio patrimonial, se le aplicarán de dos a ocho años de prisión y de cuarenta a ciento sesenta días multa.

Las penas se aumentarán hasta un tanto más si el constreñimiento se realiza por una asociación delictuoso, o por servidor público o ex-servidor público, o por miembro o ex-miembro de alguna corporación policial o de las Fuerzas Armadas Mexicanas. En este caso, se impondrá además al servidor o ex-servidor público y al miembro o ex-miembro de alguna corporación policial, la destitución del empleo, cargo o comisión y la inhabilitación de uno a cinco años para desempeñar cargo o comisión público, y si se tratare de un miembro de las Fuerzas Armadas Mexicanas en situación de retiro, de reserva o en activo, la baja definitiva de la Fuerza Armada a que pertenezca y se le inhabilitará de uno a cinco años para desempeñar cargos o comisión públicos.
Código Penal Federal Mexicano, Capítulo III BIS, Artículo 390

### Perú
El Código Penal Peruano regula la extorsión; dice lo siguiente:

El que mediante violencia, amenaza o manteniendo en rehén a una persona, obliga a ésta o a otra a otorgar al agente o a un tercero una ventaja económica indebida o de cualquier otra índole, será reprimido con pena privativa de libertad no menor de seis ni mayor de doce años.
Código Penal Peruano, Capítulo VII, Artículo 200

Además, menciona los siguientes cinco agravantes, en cuyos casos la pena será no menor de veinte años:
1. Dura más de cinco días.
2. Se emplea crueldad contra el rehén.
3. El agraviado o el agente ejerce función pública o privada o es representante diplomático.
4. El rehén adolece de enfermedad.
5. Es cometido por dos o más personas

Y será de no menos de veinticinco años si el rehén muere, y no menor de doce y mayor de quince si sufre daño físico o mental.